# Mallos flavovittatus
Mallos flavovittatus là một loài nhện trong họ Dictynidae.
Loài này thuộc chi Mallos. Mallos flavovittatus được Eugen von Keyserling miêu tả năm 1881.